# Dwight Frye
Dwight Iliff Fry, poi noto con la grafia modificata Frye (Salina, 22 febbraio 1899 – Hollywood, 7 novembre 1943), è stato un attore e pianista statunitense.

## Biografia
Nacque in una famiglia contadina del Kansas, figlio unico di Charles Fry ed Ella Nora Dodd; la madre gli trasmise la propria forte fede cristiana scientista. Dopo pochi anni la famiglia si trasferì da Salina a Denver, capitale del Colorado, dove il giovane Dwight si dimostrò un precoce talento al pianoforte. A fine 1913 il giovane, quattordicenne studente della West High School, si appassionò anche alla recitazione, assistendo ogni lunedì alle rappresentazioni della Woodward Players, la neofondata compagnia teatrale (nota anche come Denham Stock Company), che si esibiva presso il nuovo Denham Theatre. A quindici anni, nel 1914, fece il suo primo concerto pianistico solista. Ma dopo aver recitato in una rappresentazione scolastica della commedia ottocentesca The Honey Moon, di John Tobin, la passione per la recitazione prese il sopravvento. Nel 1917 conseguì il diploma, e trovò lavoro da segretario presso una ditta. Studiava anche recitazione con Margaret Fealy, che era stata insegnante di Douglas Fairbanks. Trovò un ingaggio da pianista, per un periodo, in una compagnia teatrale che rappresentava commedie musicali nei teatri del circuito Pantages Vaudville. Nel 1918, diciannovenne, nella sua Denver la sua insegnante lo mise in contatto con O. D. Woodward, fondatore e manager della compagnia teatrale Woodward Players di cui da anni era spettatore, che lo ingaggiò e lo fece esordire sul palcoscenico domenica 16 giugno con un piccolo ruolo nella commedia farsesca The Man from Mexico, di H. A. Du Souchet. Continuando ad essere impiegato in piccoli ruoli poco soddisfacenti in farse e commedie musicali non vide in quella compagnia teatrale (che assegnava sempre i ruoli principali agli attori più esperti) uno sbocco professionale stabile, così si iscrisse a Business presso l'Università del Colorado, con la promessa che sarebbe ritornato non appena ci fosse stato qualcosa di più soddisfacente per lui. Dopo circa due mesi un attore protagonista della Woodward Players andò a combattere la Prima guerra mondiale, così lui lasciò già gli studi universitari per ritornare, stavolta per recitare da protagonista; fu allora che decise di aggiungere una e finale al suo cognome, trovando che risaltasse meglio in cartellone e sulla stampa. A ottobre la sua compagnia teatrale venne incaricata di esibirsi a Spokane, nello Stato di Washington, centro di reclutamento per le truppe da inviare in guerra; qui conobbe una ballerina e attrice locale sua coetanea di nome Laura Mae Bullivant, che usava lo pseudonimo Laura Lee, figlia di un veterinario di origine scozzese, reduce dal tour mondiale di Julian Eltinge quale membro del suo corpo di ballo, la quale era stata ingaggiata dalla sua stessa compagnia per recitare ruoli da ingenua. Nel frattempo era scoppiato un focolaio di influenza spagnola, e tutti i teatranti vennero posti in quarantena; il delicato compito della sua compagnia divenne poi quello di intrattenere i militari costretti a rimanere nelle basi anche dopo l'armistizio di novembre, a causa della quarantena.
Per la stagione estiva del 1921, Frye venne ingaggiato a Pittsfield, nel Massachusetts, nella compagnia del The Colonial Theater; il pubblico locale, pur vedendo il giovane attore in ruoli di supporto, si affezionò particolarmente a lui.
Nuovamente a Spokane, in quello che era diventato un The Woodward Theater, a settembre Frye e Laura Lee recitarono insieme interpretando una coppia di coniugi in The Girl in the Limousine, commedia di Wilson Collison e Avery Hopwood. Fu poi la volta di My Lady Friends, di Emil Nyitray e Frank Mandel, e l'amore che dovevano dimostrare sul palco si trasformò in amore nella vita. A dicembre il solo Frye recitò e cantò in blackface, la settimana prima di Natale, nella commedia musicale Come Seven. Sempre a Spokane, da Natale fu nella commedia di ambientazione bellica Three Live Ghosts, di Frederic S. Isham e Max Marcin, e da Capodanno nella commedia di ambientazione cinese The Love of Su Shong, di DeWitt Newing.
Nell'agosto del 1922 venne notato dal produttore e regista teatrale di New York Brock Pemberton, che colpito dalla sua espressività e dal suo fascino, lo ingaggiò per il ruolo comico di un ladruncolo istruito dal proprio padre nella versione in inglese della commedia Quello che non t'aspetti (The Plot Thickens), degli italiani Luigi Barzini e Arnaldo Fraccaroli. Nel frattempo Pemberton accettò l'invito dell’organizzazione benefica The Mutual Welfare League, operativa presso il carcere di Sing Sing; così la prima, venerdì 1º settembre, andò in scena in carcere con un pubblico di detenuti. Il debutto ufficiale, al Booth Theatre di Broadway, avrebbe dovuto tenersi lunedì 4, ma venne posticipato a martedì 5.
Raggiunto a New York dalla fidanzata Laura, da fine ottobre e sempre per Pemberton fu in scena al Princess Theatre con la première statunitense di Sei personaggi in cerca d'autore di Luigi Pirandello, nel ruolo del figlio, fino a febbraio 1923. Subito dopo, sostituendo un attore indisponibile, fu in scena al Bijou Theatre con Rita Coventry, di Hubert Osborne, nel ruolo a lui congeniale di un pianista, con protagonista Dorothy Francis; la critica attribuì la piacevolezza della commedia alla sua entrata in scena, così il produttore e regista Pemberton lo scritturò con un contratto di cinque anni. Rita Coventry rimase in scena fino a marzo, per poi venire sostituita, sempre con Frye in scena, da The Love Habit, di Louis Verneuil adattato da Gladys Unger, altra commedia, rappresentata fino a maggio. Per l'estate Frye venne annunciato come protagonista di una versione teatrale de Il ritratto di Dorian Gray, di Oscar Wilde, che però non si concretizzò; per la stagione estiva si trasferì così a Pittsfield, nel Massachusetts, a recitare nuovamente nella compagnia del The Colonial Theater, dove aveva lasciato un'impressione talmente ottima che il pubblico lo richiedeva. Il produttore Brock Pemberton gli concesse di sottoscrivere con quella compagnia un contratto speciale di quattro settimane e Frye, annunciato dal quotidiano locale The Berkshire Eagle come "uno dei più popolari favoriti che Pittsfield abbia conosciuto", esordì in scena lunedì 9 luglio nel dramma In Old Kentucky, di Charles T. Dazey, nel ruolo di un distillatore di whisky in cerca di vendetta, con veri cavalli in scena. Dalla settimana seguente riprese Rita Coventry, stavolta con protagonista Ruth Amos, e venerdì 20 anche Pemberton venne a vederlo da New York. Da lunedì 23 fu invece in scena con la commedia The Champion, di Thomas Louden e A. E. Thomas, resa famosa a Broadway da Grant Mitchell; Frye vi interpretò il fratello sacerdote del protagonista pugile, interpretato da Robert Hyman. Nell'ultima settimana, da lunedì 30, Frye fu in scena nella commedia di Booth Tarkington Mister Antonio, resa famosa Broadway da Otis Skinner, sempre di supporto al protagonista Robert Hyman.
Rientrò poi a Broadway, e a ottobre venne “prestato” alla compagnia di Bert French, con la quale partì in tour mettendo in scena la commedia di Lynn Starling Underwrite Your Husband, che vedeva nel cast oltre alla protagonista Mary Boland anche Humphrey Bogart; Frye conquistò le attenzioni della critica per il suo ruolo prettamente comico, con le rappresentazioni che durarono fino a metà novembre. La stessa commedia, con il titolo cambiato in Meet the Wife, avrebbe dovuto essere rappresentata stabilmente a Broadway da fine mese, ma a nove giorni dal debutto Frye venne rimpiazzato dal più noto Clifton Webb.
Di commedia in commedia, Dwight Frye sviluppò un personale metodo di immedesimazione nei personaggi, e da ottobre 1925 ottenne il grande successo, finalmente da protagonista, della commedia drammatica di Patrick Kearney A Man's Man, replicata fino a gennaio dell'anno seguente in due teatri. Con questo ruolo, il suo preferito tra tutti quelli recitati in teatro, si specializzò nell'interpretazione di personaggi instabili con una vena di follia, e un critico scrisse di lui definendolo "il prossimo John Barrymore".
Sempre a New York, nel 1926 ebbe anche l'occasione di debuttare nel cinema, al tempo ancora muto, con un piccolissimo ruolo nel film metateatrale Exit Smiling di Sam Taylor. Da fine anno, al Charles Hopkins Theatre recitò nella commedia fantastica Devil in the Cheese di Tom Cushing, che vedeva nel cast anche l'attore ungherese Bela Lugosi, in scena fino a metà maggio del seguente 1927, anno in cui partecipò a un altro film metateatrale, Upstream, di John Ford. Sempre nel 1927, in estate fu nuovamente in scena accanto alla fidanzata (che aveva cambiato nome in Laurette Bullivant) con la commedia Dumb Luck. Nel febbraio 1928 ufficializzò la promessa di matrimonio con la fidanzata Laura tramite un annuncio sul The New York Times; si sposarono il successivo 1º agosto, nella Little Church Around the Corner di New York; andarono in viaggio di nozze alle isole Bermuda (dove visitarono la casa di Thomas Moore) e poi ritornarono a New York, stabilendosi nell’appartamento di lei a Manhattan. In questo periodo Frye comparve in un terzo film girato a New York, The Night Bird di Fred C. Newmeyer, e con sua madre Ella, giunta a New York per stagli vicino, aprì una sala da tè nella zona di Central Park, che divenne presto frequentata da teatranti di Broadway.
Nell'autunno 1929, con la grande depressione, la sala da tè fallì; affermatosi nel frattempo il sonoro nel cinema, e appresa la notizia che vi era richiesta di attori con una buona e chiara dizione teatrale, il trentenne Frye si trasferì con la moglie a Los Angeles; ma il cinema non lo accolse subito e dovette ritornare al teatro: trovò un ruolo di sofisticato assassino in Nodo alla gola di Patrick Hamilton, rappresentato al Vine St. Theater. Nel 1930 sua moglie rimase incinta; a giugno entrò nel cast di una rappresentazione losangelina di A Man's Man, la commedia che lo aveva reso noto,  e a luglio ritornò a Pittsfield per recitare con la compagnia del The Colonial Theater, ma presto arrivò l'agognato debutto nel cinema di Hollywood, nel ruolo di un gangster in The Doorway to Hell di Archie Mayo, seguito da Schiavi della colpa, di Allan Dwan, che sarebbero usciti a ottobre e a dicembre. Nel frattempo il regista Tod Browning, in procinto di girare per il produttore Carl Laemmle, Jr. il film Dracula, tratto dalla versione teatrale di Hamilton Deane riadattata da John L. Balderston, per la parte di Renfield, l'agente immobiliare reso folle dal Conte vampiro, rigettò il troppo enfatico Bernard Jukes (che lo interpretava in teatro) nonostante questi volesse ardentemente la parte, per scegliere personalmente Dwight Frye, che fu il primo ad essere contrattualizzato. Nel ruolo del Conte Dracula, dopo alcune trattative con altri attori venne poi confermato il protagonista teatrale Bela Lugosi, con cui Frye aveva già lavorato sul palcoscenico. Le riprese si svolsero da fine settembre a metà novembre. Vicina al parto, nello stesso novembre la moglie decise di rientrare in famiglia a Spokane, mentre Frye restò a Los Angeles, disponibile a eventuali interventi vocali o riprese aggiuntive su Dracula. Il giorno di Santo Stefano sua moglie partorì il loro unico figlio Dwight David Frye, che soprannominarono Buddy. Dracula venne distribuito a febbraio 1931, ottenendo grande successo al punto da divenire iconico. Gli spettatori risultarono terrorizzati sia dal vampiro interpretato da Bela Lugosi che dalla nervosa follia del Renfield di Frye.
È celebre per aver interpretato i personaggi di Renfield, l'agente immobiliare che diventa assistente di Dracula, in Dracula (1931), di Tod Browning e di Fritz, l'assistente del dott. Frankenstein in Frankenstein (1931), di James Whale, e per questo viene considerato il capostipite di tutti gli attori caratteristi.
Fritz è il primo assistente dello scienziato pazzo che muore per mano del mostro di Frankenstein, già nel primo film della serie della Universal; tuttavia, la sua caratteristica gobba e la balbuzie verranno riprese in tutti gli assistenti successivi, che però avranno il nome di Ygor. Tra essi, da ricordare Bela Lugosi in Il figlio di Frankenstein (1939) e Marty Feldman in Frankenstein Junior (1974).
Sentendosi però stereotipato in un certo tipo di ruoli, si rammaricava del fatto che nessuno lo ingaggiasse per recitare una commedia, genere nel quale aveva primeggiato in teatro.
Nell'autunno 1942 al Beaux Arts Theater di Los Angeles fu di nuovo Renfield, però in teatro, con Frederick Pymm nel ruolo di Dracula, per la regia del suo vecchio mentore O. D. Woodward. Nel giugno 1943 concluse le riprese della commedia Dangerous Blondes, di Leigh Jason, e interruppe il rapporto con il proprio agente. Desiderò quindi arruolarsi per la Seconda guerra mondiale, ma gli venne diagnosticata una seria cardiopatia, che però a causa del suo forte credo scientista rifiutò di far curare; volle comunque dare il suo contributo impiegandosi da disegnatore notturno presso l'industria aerea Lockheed Corporation, nel turno da mezzanotte alle 8 di mattina, andando poi di persona in giornata a cercare dei ruoli. Rifiutò la proposta di recitare a Broadway nel dramma storico I Patrioti, di Sidney Kingsley.

## Filmografia parziale
- Schiavi della colpa (Man to Man), regia di Allan Dwan (1930)
- The Doorway to Hell, regia di Archie Mayo (1930)
- Dracula, regia di Tod Browning (1931)
- Frankenstein, regia di James Whale (1931)
- The Maltese Falcon, regia di Roy Del Ruth (1931)
- L'accusa (Attorney for the Defense), regia di Irving Cummings (1932)
- Il vampiro (The Vampire Bat), regia di Frank R. Strayer (1933)
- L'uomo invisibile (The Invisible Man), regia di James Whale (1933) - non accreditato
- La moglie di Frankenstein (Bride of Frankenstein, regia di James Whale (1935)
- Chi ha ucciso Gail Preston? (Who Killed Gail Preston?), regia di Leon Barsha (1938)
- Il figlio di Frankenstein (Son of Frankenstein), regia di Rowland V. Lee (1939) - non accreditato
- La maschera di ferro (The Man in the Iron Mask), regia di James Whale (1939) - non accreditato
- Phantom Raiders, regia di Jacques Tourneur (1940)
- Flying Blind, regia di Frank McDonald (1941)
- Il terrore di Frankenstein (The Ghost of Frankenstein), regia di Erle C. Kenton (1942) - non accreditato
- Il vampiro (Dead Men Walk), regia di Sam Newfield (1943)
- Dangerous Blondes, regia di Leigh Jason (1943)
- Frankenstein contro l'uomo lupo (Frankenstein Meets the Wolf Man), regia di Roy William Neill (1943)